# Professional Golfers' Association
Professional Golfers' Association, PGA, är en intresseorganisation för professionella golfare. PGA bildades 1901 i London av klubbprofessionals i syfte att ta tillvara medlemmarnas intressen. Efter hand bildades PGA i flera länder runt om i världen, till exempel i USA 1916, PGA of America och i Sverige 1932 (PGA-S). I alla länder är PGA intresseorganisation för klubbprofessionals (golfinstruktörer) och professionella golfspelare och verksamheten omfattar tävlingar och utbildnings- och anställningsfrågor.
Efter hand som PGA växte så insåg man att verksamheten behövde delas upp i en administrativ del och en tävlingsdel. Detta resulterade i två divisioner med olika huvudkontor. 1977 flyttade PGA sitt huvudkontor till The Belfry och kort efter det förlade tävlingsdivisionen sitt kontor till Wentworth Club i Surrey som idag är huvudkontor för PGA European Tour. 1984 ansåg man att medlemmarnas intressen i de olika divisionerna bättre skulle tillgodoses om divisionerna separerades från varandra. Den 1 januari 1985 bildades därför PGA European Tour och de blev helt oberoende av varandra. PGA har över 5000 professionella medlemmar.
Förutom att PGA arrangerar internationella tävlingar, som Ryder Cup, så bedrivs verksamheten på nationell nivå i Storbritannien men de strävar efter att utveckla sin service och status till att omfattas internationellt. De är representerade i Golf Foundation (utveckling av ungdomsgolfen) och är aktiva inom utvecklingen av amatörgolfen.